# Лобо, Луис
Луис Густаво Лобо (исп. Luis Gustavo Lobo; род. 9 ноября 1970, Буэнос-Айрес) — аргентинский профессиональный теннисист и теннисный тренер, специалист по игре в парах. Победитель 12 турниров АТР в парном разряде, чемпион Панамериканских игр 1995 года в мужском парном разряде, финалист Открытого чемпионата Франции 1998 года в миксте, тренер Марсело Риоса, Карлоса Мойи и Хуана Монако.

## Игровая карьера
Луис Лобо начал играть в теннис в 11 лет. В 1990 году он стал победителем двух серий «сателлитных» турниров — в Аргентине (как в одиночном, так и в парном разряде) и Чили. С начала 1991 года он уже регулярно выступал в профессиональных теннисных турнирах, в июле достигнув финала «челленджера» в бразильском Линсе, а в сентябре завоевав тиитул на турнире этого же уровня в Сан-Паулу в парном разряде. В 1992 году в Гуаруже (Бразилия) он впервые добрался до полуфинала турнира АТР в парном разряде и в дальнейшем сфокусировался на выступлениях в парах.
Свой первый титул в парных турнирах АТР Лобо завоевал в 1994 году в Афинах. Его партнёром по этой победе был испанец Хавьер Санчес, и в следующие три года они вместе выиграли ещё семь турниров, включая Открытый чемпионат Германии — турнир высшей категории — в 1997 году. Ещё пять финалов Санчес и Лобо проиграли, включая ещё один турнир высшей категории в Монте-Карло в 1995 году, а в 1996 году дошли до четвертьфинала Открытого чемпионата США. В течение этих лет им неоднократно удавалось брать верх над парами, входящими в число лидеров мирового рейтинга (Марк Вудфорд-Байрон Блэк в Монте-Карло в 1995 году, первая пара мира Тодд Вудбридж-Марк Вудфорд в Торонто в 1996 году, Паул Хархёйс-Якко Элтинг на Открытом чемпионате Германии и Даниэль Вацек-Евгений Кафельников на Открытом чемпионате Италии 1997 года). 1995 год они и сами завершили в числе ведущих пар мира, завоевав право на участие в итоговом турнире года, но там не сумели выйти из отборочной группы, выиграв лишь одну встречу из трёх. В 1997 году Санчес и Лобо оказались в рейтинге пар на десятом месте с 33 победами при 13 поражениях и лишь немного недотянули до второго попадания в итоговый турнир года. В июле 1997 года, вскоре после победы на Открытом чемпионате Германии, Лобо достиг высшего в карьере места в рейтинге, выйдя на 12-ю позицию.
В 1998 году Лобо также в основном выступал в паре с Санчесом и, хотя пара ни разу не доходила до финала, она показала несколько высоких результатов в наиболее престижных турнирах, включая четвертьфиналы на Открытом чемпионате Австралии и Открытом чемпионате США (где в первом круге была обыграна пятая сеяная пара Эллис Феррейра-Рик Лич) и полуфинал на Открытом чемпионате Италии (после очередной победы над Кафельниковым и Вацеком). Это позволило Лобо ещё на год остаться в числе 50 лучших парных теннисистов мира. В этом же году он показал свой лучший результат в миксте: на Открытом чемпионате Франции они с 16-летней Сереной Уильямс уже во втором круге обыграли посеянную первой пару Лариса Нейланд-Леандер Паес, а затем сломили сопротивление ещё двух сеяных пар, уступив лишь в финале старшей сестере Серены, Винус, и Джастину Гимелстобу. С 1995 по 1998 год он был постоянным игроком сборной Аргентины в Кубке Дэвиса, дважды — в 1996 и 1998 годах — добравшись с ней до плей-офф Мировой группы, а в 1995 году выиграл Панамериканские игры в Мар-дель-Плата в паре с Хавьером Франой и в командном зачёте.
Лобо почти не играл в первой половине 1999 года и полностью пропустил следующий, посвятив себя в этот период тренерской работе с чилийцем Марсело Риосом и вернувшись на корт в 2001 году. В этом сезоне он дважды выходил в финал турниров АТР в парном разряде (одна победа) и в последний раз сыграл в составе сборной Аргентины в Кубке Дэвиса, поучаствовав в разгромной победе над белорусской командой. Всего за годы выступлений за сборную он провёл 12 игр (11 в парном разряде) и одержал 8 побед (все в парах). В 2002 году Лобо трижды играл в финалах турниров АТР, в сентябре в Палермо завоевав свой 12-й титул, и окончил сезон в числе ста лучших парных игроков мира. Он завершил игровую карьеру в августе 2003 года.

## Положение в рейтинге в конце сезона
| Разряд           | 1991 | 1992 | 1993 | 1994 | 1995 | 1996 | 1997 | 1998 | 1999 | 2000 | 2001 | 2002 |
| ---------------- | ---- | ---- | ---- | ---- | ---- | ---- | ---- | ---- | ---- | ---- | ---- | ---- |
| Одиночный разряд | 194  | 420  | 418  | 446  | 785  | 593  |      |      |      |      |      |      |
| Парный разряд    | 189  | 167  | 269  | 78   | 29   | 29   | 21   | 39   | 230  | 599  | 104  | 83   |

## Финалы турниров Большого шлема в смешанном парном разряде
Поражение (1)
| Год  | Турнир                     | Покрытие | Партнёрша      | Соперники в финале              | Счёт в финале |
| ---- | -------------------------- | -------- | -------------- | ------------------------------- | ------------- |
| 1998 | Открытый чемпионат Франции | Грунт    | Серена Уильямс | Винус Уильямс Джастин Гимелстоб | 4-6, 4-6      |

## Финалы турниров АТР за карьеру
| Результат | №   | Дата             | Турнир                                    | Покрытие | Партнёр           | Соперники в финале                | Счёт в финале |
| --------- | --- | ---------------- | ----------------------------------------- | -------- | ----------------- | --------------------------------- | ------------- |
| Победа    | 1.  | 10 октября 1994  | Афины, Греция                             | Грунт    | Хавьер Санчес     | Кристиан Бранди Федерико Мордеган | 5-7, 6-1, 6-4 |
| Поражение | 1.  | 15 января 1995   | Окленд, Новая Зеландия                    | Хард     | Хавьер Санчес     | Патрик Гэлбрайт Грант Коннелл     | 4-6, 3-6      |
| Поражение | 2.  | 5 марта 1995     | Скоттсдейл, Аризона, США                  | Хард     | Хавьер Санчес     | Тревор Кронеман Дэвид Макферсон   | 6-4, 3-6, 4-6 |
| Поражение | 3.  | 30 апреля 1995   | Монте-Карло, Монако                       | Грунт    | Хавьер Санчес     | Паул Хархёйс Якко Элтинг          | 1-6, 2-6      |
| Поражение | 4.  | 7 мая 1995       | Мюнхен, Германия                          | Грунт    | Хавьер Санчес     | Тревор Кронеман Дэвид Макферсон   | 6-3, 6-4      |
| Победа    | 2.  | 16 июля 1995     | Открытый чемпионат Швейцарии, Гштад       | Грунт    | Хавьер Санчес     | Арно Бёч Марк Россе               | 6-7, 7-6, 7-6 |
| Победа    | 3.  | 27 августа 1995  | Открытый чемпионат Хорватии, Умаг         | Грунт    | Хавьер Санчес     | Ласло Марковитш Давид Экерот      | 6-4, 6-0      |
| Победа    | 4.  | 21 апреля 1996   | Барселона, Испания                        | Грунт    | Хавьер Санчес     | Нил Броуд Пит Норвал              | 2-6, 6-4, 6-4 |
| Поражение | 5.  | 5 мая 1996       | Прага, Чехия                              | Грунт    | Хавьер Санчес     | Даниэль Вацек Евгений Кафельников | 3-6, 7-6, 3-6 |
| Победа    | 5.  | 18 августа 1996  | Открытый чемпионат Хорватии (2)           | Грунт    | Пабло Альбано     | Гирт Дзелде Удо Пламбергер        | 6-4, 6-1      |
| Победа    | 6.  | 12 января 1997   | Сидней, Австралия                         | Хард     | Хавьер Санчес     | Ян Симеринк Паул Хархёйс          | 6-4, 6-7, 6-3 |
| Победа    | 7.  | 9 марта 1997     | Скоттсдейл                                | Хард     | Хавьер Санчес     | Юнас Бьоркман Рик Лич             | 6-3, 6-3      |
| Победа    | 8.  | 11 мая 1997      | Открытый чемпионат Германии, Гамбург      | Грунт    | Хавьер Санчес     | Нил Броуд Пит Норвал              | 6-3, 7-6      |
| Победа    | 9.  | 5 октября 1997   | Открытый чемпионат Румынии, Бухарест      | Грунт    | Хавьер Санчес     | Хендрик Ян Давидс Даниэль Орсанич | 7-5, 7-5      |
| Победа    | 10. | 2 ноября 1997    | Богота, Колумбия                          | Грунт    | Фернандо Мелигени | Карим Алами Морис Руа             | 6-1, 6-3      |
| Поражение | 6.  | 22 июля 2001     | Открытый чемпионат Нидерландов, Амстердам | Грунт    | Алекс Корретха    | Шенг Схалкен Паул Хархёйс         | 4-6, 2-6      |
| Победа    | 11. | 29 июля 2001     | Открытый чемпионат Австрии, Кицбюэль      | Грунт    | Алекс Корретха    | Симон Аспелин Эндрю Кратцман      | 6-1, 6-4      |
| Поражение | 7.  | 17 февраля 2002  | Открытый чемпионат Чили, Винья-дель-Мар   | Грунт    | Лукас Арнольд Кер | Мартин Родригес Гастон Этлис      | 3-6, 4-6      |
| Поражение | 8.  | 14 апреля 2002   | Касабланка, Марокко                       | Грунт    | Мартин Гарсия     | Майлз Уэйкфилд Стивен Хасс        | 4-6, 2-6      |
| Победа    | 12. | 29 сентября 2002 | Палермо, Италия                           | Грунт    | Лукас Арнольд Кер | Леош Фридл Франтишек Чермак       | 6-4, 4-6, 6-2 |

## Тренерская карьера
Уже в 1998 году Луис Лобо, которому было тогда 28 лет, стал тренером чилийского теннисиста Марсело Риоса, на тот момент одного из ведущих игроков мира, с которым неофициально работал и до этого. Контракт был заключён на два года, начиная с января 1999 года. Они несколько раз выступали вместе на турнирах АТР, а в одиночном разряде Риос за два года совместной работы выиграл четыре турнира, включая Открытый чемпионат Германии 1999 года, но задача победить на турнире Большого шлема осталась невыполненной.
В дальнейшем Лобо тренировал таких аргентинских игроков, как Хуан Монако, Мариано Сабалета и Агустин Кальери, а в 2006 году начал работать с испанцем Карлосом Мойей; их сотрудничество продолжалось до 2010 года, когда тяжёлая травма положила конец игровой карьере Мойи. С 2009 года Лобо также работал с аргентинцем Давидом Налбандяном.
В 2010 году Лобо в качестве капитана сборной Аргентины привёл её к победе в командном Кубке мира в Дюссельдорфе. В конце 2015 года он был назначен руководителем («министром») спортивного управления Буэнос-Айреса.